# Езекијел Гарај
Езекијел Марсело Гарај Гонзалез (шп. Ezequiel Marcelo Garay González; Росарио, 10. октобар 1986) бивши је аргентински фудбалер који је играо као одбрамбени играч.
Каријеру је започео са ФК Њуелс олд бојс али се преселио у Шпанију са 19 година настављајући да игра у Ла Лиги са укупно 184 утакмице и 21 голом током девет сезона са Расинг Сантадером, Реал Мадридом и Валенсијом.
Гарај је представљао Аргентину на светском првенству у фудбалу 2014. године и два Копа Америка турнира.

## Клупска каријера

### Ране године
Гарај је рођен у Росариу, Санта Фе. У 18-ој години професионално је дебитовао за ФК Њуелс олд бојс из родног града, у Примера Дивисион. Његов први меч био је против Химнасије, пошто је домаћи тим на крају освојио првенство Апертуре у сезони 2004–05.
Гарај је уписао још 12 лигашких наступа, постигавши свој први и једини погодак за клуб у локалном дербију против Росарио Централа, за победу од 2:1

### Расинг Сантандер
Гарај се придружио клубу ФК Расинг Сантандер у децембру 2005. године, помажући у седам комплетних мечева пошто је кантабријска страна једва избегла испадање. Његова прва пуна сезона је била спектакуларна јер је постигао девет лигашких голова у 31 утакмици, био је други најбољи стрелац на својој позицији у главним лигама Европе, иза Марка Матерација из Интера (десет).
Дана 19. марта 2008. године, у полуфиналу Купа краља против Гетафеа, Гарај је задобио тешку повреду ноге, због чега је пропустио остатак сезоне.

### Реал Мадрид
Дана 18. маја 2008., Расинг је продао Гарајa Реал Мадриду али је играч остао у Расингу на позајмици годину дана. Враћен у јулу 2009. године, свој деби за Реал је имао 29. августа, у уводној утакмици сезоне против Депортиво Ла Коруње, у победи од 3:2. 12. децембра, након што је заменио тешко повређеног Пепеа, постигао је свој први погодак за клуб после слободног ударца који је извео Шаби Алонсо доневши победу свом тиму од 3:2 против Валенсије, шест минута пре краја утакмице.
Гарај је био тек четврти избор штопера у сезони 2010–11 под новим тренером Жозеом Морињом, с обзиром да је играо на само пет лигашких мечева, додавши два у Шпанском купу (укључујући једну минуту у финалу против Барселоне).

### Бенфика
Дана 5. јула 2011. године Гарај је прешао у Бенфику  за хонорар од 5,5 милиона евра, потписивањем четворогодишњег уговора - као замена за Фабиа Коентраоа који је отишао у Реал,
Током своје каријере у Лисабону, Гарај је делио свлачионицу са мноштвом сународника, а често је био партнер Луизау у централној одбрани.

### Зенит
Дана 25. јуна 2014., руски клуб ФК Зенит Санкт Петербург је потписао уговор са Гарајом у износу од 6 милиона евра, а Бенфика је добила 2,4 милиона евра за 40% свог дела играча.
Појавио се у 42 утакмице у свим такмичењима у својој првој сезони, помажући тиму у походу ка петој титулу руске Премијер лиге.

### Валенсија
Дана 31. августа 2016. Гарај се придружио шпанском клубу Валенсија за хонорар пријављен у износу од око 20 милиона евра. У својој дебитантској сезони постигао је четири гола, али његова екипа је сезону завршила тек на 12. месту.
Гарај је био у стартној постави у финалу Копа Дел Реј 2019. године и тријумфу његове екипе над Барселоном од 2:1. У фебруару 2020. године, након што је претрпео повреду укрштених лигамената десног колена која га је одстранила из тима шест месеци, затражио је отказ како би тим могао да потпише неког другог играча на његовој позицији.

## Репрезентативна каријера
2005. године Гарај је помогао Аргентинцима млађим од 20 година да освоје ФИФА У20 Светски куп у Холандији. Та екипа је такође укључивала Агуера, Гагоа, Месија и Устарија
Гарај је дебитовао за сениорску репрезентацију у пријатељском мечу против Норвешке губитком од 1:2, 22. августа 2007. Претходно га је у мају позвао тренер Алфио Басиле за серију пријатељских утакмица пре Копа Америкe 2007. године, али повреда га је спречила да се појави на тим мечевима и у званичном такмичењу.
Гараја је за Копа Америка 2011. године изабрао нови менаџер репрезентације Серђио Батиста. Такође га је изабрао следећи тренер, Алехандро Сабеља, за свој тим на светском првенству 2014. године, када је дебитовао на овом првенству 15. јуна играјући пуних 90 минута у победи над репрезентацијом Босне и Херцеговине у групној фази од 2:1. Био је први избор у свим преосталим мечевима а 9. јула је био један од фудбалера који је изводио једанаестерце у победи против Холандије (0-0 после 120 минута) да би први пут после 24 године послао своју државу у финале.
Гарај је био део тима за Копа Америка за 2015. годину , почевши од отварања турнира против Парагваја у Ла Серени (2:2).

## Приватни живот
Дана 15. марта 2020. године, Гарај је постао први играч Ла Лиге који је био позитиван на Ковид 19.
Дана 21. септембра 2021. године, Гарај је започео развој некретнина у Валенсији.

## Статистика каријере

### Клубови
| Клуб                  | Сезона            | Лига                  | Лига  | Лига | Национални куп | Национални куп | Лига куп | Лига куп | Континентални | Континентални | Остало | Остало | Укупно | Укупно |
| Клуб                  | Сезона            | Лига                  | Наст. | Гол. | Наст.          | Гол.           | Наст.    | Гол.     | Наст.         | Гол.          | Наст.  | Гол.   | Наст.  | Гол.   |
| --------------------- | ----------------- | --------------------- | ----- | ---- | -------------- | -------------- | -------- | -------- | ------------- | ------------- | ------ | ------ | ------ | ------ |
| Њуелс олд бојс        | 2004/05.          | Прва лига Аргентине   | 1     | 0    | —              | —              | —        | —        | —             | —             | —      | —      | 1      | 0      |
| Њуелс олд бојс        | 2005/06.          | Прва лига Аргентине   | 12    | 1    | —              | —              | —        | —        | —             | —             | —      | —      | 12     | 1      |
| Њуелс олд бојс        | Укупно            | Укупно                | 13    | 1    | —              | —              | —        | —        | —             | —             | —      | —      | 13     | 1      |
| Расинг Сантандер      | 2005/06.          | Ла Лига               | 7     | 0    | 0              | 0              | —        | —        | —             | —             | —      | —      | 7      | 0      |
| Расинг Сантандер      | 2006/07.          | Ла Лига               | 31    | 9    | 1              | 0              | —        | —        | —             | —             | —      | —      | 32     | 9      |
| Расинг Сантандер      | 2007/08.          | Ла Лига               | 22    | 3    | 7              | 2              | —        | —        | —             | —             | —      | —      | 29     | 5      |
| →Расинг Сантандер     | 2008/09.          | Ла Лига               | 24    | 2    | 2              | 0              | —        | —        | 4             | 0             | —      | —      | 30     | 2      |
| →Расинг Сантандер     | Укупно            | Укупно                | 84    | 14   | 10             | 2              | —        | —        | 4             | 0             | —      | —      | 98     | 16     |
| Реал Мадрид           | 2009/10.          | Ла Лига               | 20    | 1    | 0              | 0              | —        | —        | 3             | 0             | —      | —      | 23     | 1      |
| Реал Мадрид           | 2010/11.          | Ла Лига               | 5     | 0    | 2              | 0              | —        | —        | 1             | 0             | —      | —      | 8      | 0      |
| Реал Мадрид           | Укупно            | Укупно                | 25    | 1    | 2              | 0              | —        | —        | 4             | 0             | —      | —      | 31     | 1      |
| Бенфика               | 2011/12.          | Прва лига Португалије | 24    | 2    | 2              | 0              | 3        | 0        | 11            | 0             | —      | —      | 40     | 2      |
| Бенфика               | 2012/13.          | Прва лига Португалије | 27    | 1    | 4              | 0              | 1        | 0        | 14            | 1             | —      | —      | 46     | 2      |
| Бенфика               | 2013/14.          | Прва лига Португалије | 27    | 6    | 5              | 0              | 3        | 0        | 14            | 2             | —      | —      | 49     | 8      |
| Бенфика               | Укупно            | Укупно                | 78    | 9    | 11             | 0              | 7        | 0        | 39            | 3             | —      | —      | 135    | 12     |
| Зенит Санкт Петербург | 2014/15.          | Премијер лига Русије  | 26    | 1    | 1              | 0              | —        | —        | 15            | 0             | —      | —      | 42     | 1      |
| Зенит Санкт Петербург | 2015/16.          | Премијер лига Русије  | 20    | 2    | 2              | 0              | —        | —        | 6             | 0             | 0      | 0      | 28     | 2      |
| Зенит Санкт Петербург | 2016/17.          | Премијер лига Русије  | 4     | 0    | 0              | 0              | —        | —        | —             | —             | 1      | 0      | 5      | 0      |
| Зенит Санкт Петербург | Укупно            | Укупно                | 50    | 3    | 3              | 0              | —        | —        | 21            | 0             | 1      | 0      | 75     | 3      |
| Валенсија             | 2016/17.          | Ла Лига               | 27    | 4    | 1              | 0              | —        | —        | —             | —             | —      | —      | 28     | 4      |
| Валенсија             | 2017/18.          | Ла Лига               | 24    | 0    | 4              | 0              | —        | —        | —             | —             | —      | —      | 28     | 0      |
| Валенсија             | 2018/19.          | Ла Лига               | 24    | 2    | 3              | 0              | —        | —        | 8             | 0             | —      | —      | 35     | 2      |
| Валенсија             | 2019/20.          | Ла Лига               | 17    | 0    | 0              | 0              | —        | —        | 5             | 0             | 1      | 0      | 23     | 0      |
| Валенсија             | Укупно            | Укупно                | 92    | 6    | 8              | 0              | —        | —        | 13            | 0             | 1      | 0      | 114    | 6      |
| Укупно у каријери     | Укупно у каријери | Укупно у каријери     | 342   | 34   | 34             | 2              | 7        | 0        | 81            | 3             | 2      | 0      | 466    | 39     |

1. ↑  Наступи у Лиги Европе
2. 1 2 3 4 5  Наступи у Лиги Шампиона
3. 1 2  6 наступа у Лиги Шампиона, 8 наступа у Лиги Европе
4. ↑  10 наступа у Лиги Шампиона, 5 наступа у Лиги Европе
5. ↑  Наступ у Суперкупу Русије у фудбалу
6. ↑  3 наступа у Лиги Шампиона, 5 наступа у Лиги Европе
7. ↑  Наступи у Суперкупу Шпаније

### Репрезентација
Извор:
| Репрезентација | Година | Наступи | Голови |
| -------------- | ------ | ------- | ------ |
| Аргентина      | 2007   | 1       | 0      |
| Аргентина      | 2011   | 2       | 0      |
| Аргентина      | 2012   | 8       | 0      |
| Аргентина      | 2013   | 7       | 0      |
| Аргентина      | 2014   | 7       | 0      |
| Аргентина      | 2015   | 7       | 0      |
| Total          | Total  | 32      | 0      |